# PCLinuxOS
PCLinuxOS（ピーシー・リナックス・オーエス）とは、Linuxディストリビューションの１つである。PCLOSと略して呼ばれることもある。

## 概要
デスクトップ指向のLinuxディストリビューションとして公開されており、GPLライセンスに従って配布されている。無償で利用することが可能なOSである。

## 歴史
Mandriva Linuxの前身である Mandrake Linux 9.2 をモデルとして、開発が開始された。 Mandrake の標準ではない独自の機能を追加し、カスタマイズすることによって、より使い易くする工夫が施されている。
PCLinuxOS としての最初のリリースは、2003年10月。当時 Mandrake Linux の主要な開発者でパッケージマネージャーの Bill Reynolds (一般には Texstar という名で広く知られる）が、新規Linuxディストリビューションとして公開した。PCLinuxOS 2007が公開されて以来、さらに世界的に注目を集めるようになり、主要な各言語版のフォーラムが存在する。

## リリース
これまでのリリースは以下のとおりである。
| リリース日     | バージョン                             |
| -------------- | -------------------------------------- |
| 2003年10月     | PCLinuxOS としての最初のリリース       |
| 2005年11月22日 | PCLinuxOS 0.92                         |
| 2006年 8月04日 | 最小構成の PCLinuxOS 0.93a "MiniMe"    |
| 2006年 8月09日 | 最小構成の PCLinuxOS 0.93a "Junior"    |
| 2006年 8月22日 | 最小構成の PCLinuxOS 0.93a "Big Daddy" |
| 2007年 5月21日 | PCLinuxOS 2007                         |
| 2008年 1月     | 最小構成の PCLinuxOS 2008 "MiniMe"     |
| 2009年 3月11日 | PCLinuxOS 2009.1                       |
| 2009年 6月30日 | PCLinuxOS 2009.2                       |
| 2010年 4月19日 | PCLinuxOS 2010                         |
| 2010年 5月 5日 | PCLinuxOS 2010.1                       |
| 2010年 7月 5日 | PCLinuxOS 2010.07                      |
| 2010年12月15日 | PCLinuxOS 2010.12                      |
| 2011年 6月27日 | PCLinuxOS 2011.06                      |
| 2011年 9月23日 | PCLinuxOS 2011.09                      |
| 2012年 2月3日  | PCLinuxOS 2012.02                      |
| 2012年 8月22日 | PCLinuxOS 2012.08                      |
| 2013年 1月31日 | PCLinuxOS 2013.02                      |
| 2013年 4月8日  | PCLinuxOS 2013.04                      |

## 特徴

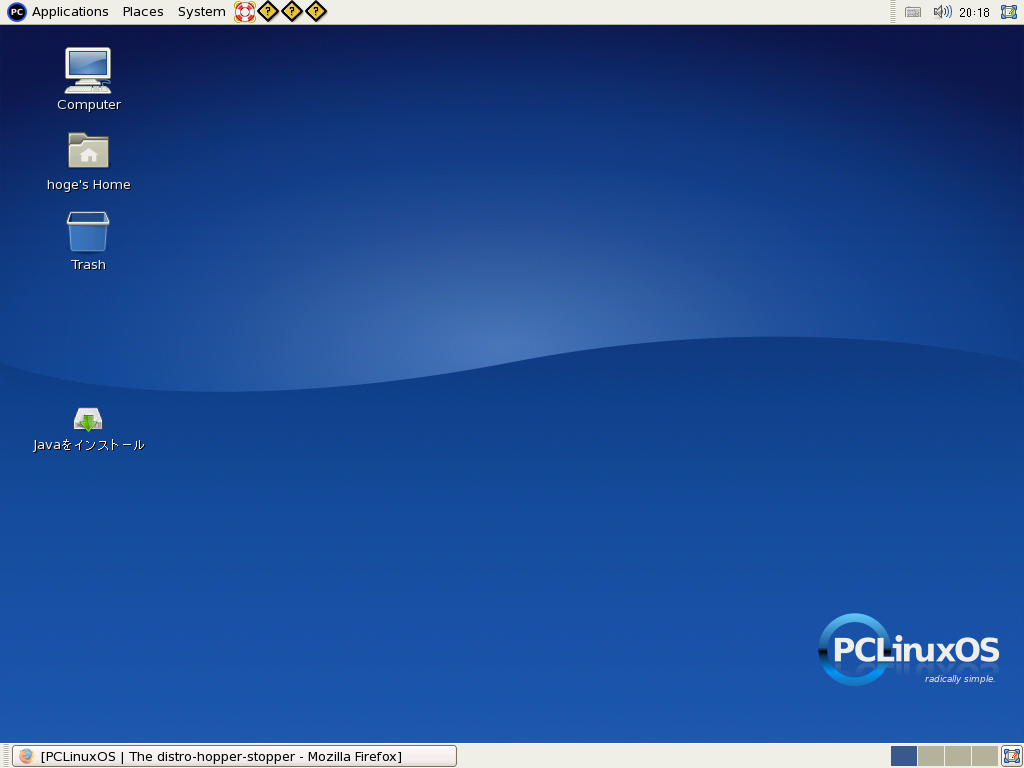
PCLinuxOS 2007（GNOME デスクトップ）

Mandrake Linux を元にして開発されているため、標準のデスクトップ環境は KDE が採用されている。オプションとして、GNOME や Xfce 、Openbox 、LXDE 、Enlightenment 環境で利用するためのパッケージも公式に提供されている。（GNOMEデスクトップについては、右図参考のこと。）デスクトップ・アプリケーションやシステム管理の仕組みには重複する特徴が多い。
ただし、特に以下の点は、Mandrake Linux とは異なる。
- Live CDとして提供されるが、ハードディスクへのインストールが可能。
- パッケージの基本的な管理は、APT、synaptic によって行う。採用されているパッケージ形式は、Mandrakeと同じくRPM。
- リマスタリング機能を利用することで、ユーザーは独自にカスタマイズした Live CD を簡単に作成することが可能。